# BMW X2
La BMW X2 est un crossover compact (ou Sport Activity Coupe) produit par le constructeur automobile allemand BMW depuis 2018.
- BMW X2 I : 2018 – 2023
- BMW X2 II : 2024 -